# Acanthophyllum verticillatum
Acanthophyllum verticillatum är en nejlikväxtart som först beskrevs av Carl Ludwig von Willdenow, och fick sitt nu gällande namn av Hand.-mazz. Acanthophyllum verticillatum ingår i släktet Acanthophyllum och familjen nejlikväxter. Inga underarter finns listade i Catalogue of Life.